# Domonkos Zsuzsa
Domonkos Zsuzsa (Budapest, 1946. augusztus 25. –) magyar színésznő, operetténekes.

## Életpálya
A budapesti Fazekas Mihály Gimnáziumban érettségizett. Párhuzamosan járt a Bartók Béla Zeneművészeti Szakközépiskolába is. 1972-től a Fővárosi Operettszínház művésze. 1974-ben végzett Vámos László operett–musical osztályában a Színművészeti Főiskolán. Kulturált játékstílusa és iskolázott énekhangja okán operettek mellett operák főszerepeit is énekelte a Magyar Állami Operaházban is (1989). Többször járt külföldi vendégszerepléseken, turnékon. A televízió is gyakran foglalkoztatta. Játékmesterként a Fővárosi Operettszínház több előadásának létrehozásában közreműködött. Rendezéssel és tanítással is foglalkozik. Tanított az Operettszínház Stúdiójában, a Színház- és Filmművészeti Egyetemen, a Kőbányai Zenei Stúdióban illetve a Théba Művészeti Akadémia ének és zenés osztályaiban színészmesterséget.

## Fontosabb színházi szerepei
- Pergolesi: Az úrhatnám szolgáló....Serpina
- Puccini: Bohémélet....Musette
- Mozart: Figaro házassága....Susanna
- Mozart: Don Giovanni....Zerlina
- Kálmán Imre: Csárdáskirálynő....Sylvia

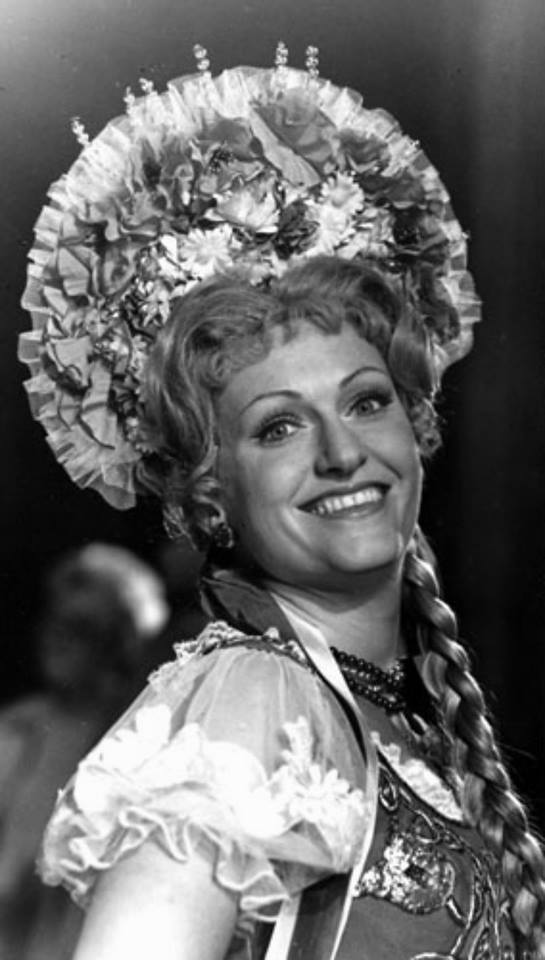
Marica grófnő szerepében

- Kálmán Imre: Marica grófnő....Címszerep
- Lehár: A víg özvegy....Valencienne
- Lehár: Luxemburg grófja....Angéle
- Lehár: Cigányszerelem...Kőrösházy Ilona
- Lehár: A mosoly országa....Liza
- Ifj.Ifj. Johann Strauss: A denevér....Rosalinda; Adél
- Offenbach: Orfeusz az alvilágban....Euridike
- Offenbach: A férj kopogtat....Susanne
- Offenbach: Szökött szerelmesek....Nanette
- Kacsóh Pongrác: János vitéz....Királykisasszony
- Franz von Suppé: Boccaccio....Izabella

## Filmek, tévé
- A bűvös szék (Zenés TV Színház) (1972) ....A lány
- A mikádó (Zenés TV Színház) (1974) ....Pitti-Sing
- Lincoln Ábrahám álmai (1976)
- Boccaccio (Zenés TV Színház) (1978) ....Izabella
- Koldusdiák (Zenés TV Színház) (1978) ....Laura
- Eljegyzés lámpafénynél (Zenés TV Színház) (1980) ....Catherine
- A víg özvegy...Valencienne
- Pacsirta

## Külföldi vendégfellépések
- Raymund Theater Wien (Bécs) (1975)
- Stadttheater Baden bei Wien (Bécs) (1976; 1977; 1980; 1982)
- Operettfestival Bad Ischl (1978; 1982)
- Opernhaus Graz (1980; 1981)

## Rendezéseiből
- Kálmán Imre: Marica grófnő (Bécs)
- Budapest Operettszínház Stúdió vizsgaelőadásai (Offenbach: Eljegyzés lámpafénynél; Fényes Szabolcs: Szeretni bolondulásig)
- Operett-gálaműsorok
- Operagála: „Vár 1001 éj”
- Solti–Domonkos: Operetthajó (Duna-palota)